# Geoffroyeva mačka
Geoffroyeva mačka (čita se: Žofrojeva) (lat. Leopardus geoffroyi) je divlja mala mačka s juga Južne Amerike.
Dobila je ime po francuskom prirodoslovcu, koji se zvao Étienne Geoffroy Saint-Hilaire (1772. – 1844.).
Geoffroyeva mačka ima žuto-smeđe do srebrno-sivo krzno. Njena dlaka ima po sebi mnogo nepravilnih raspršenih crnih mrlja i pruga. Lice je nepravilno prugasto. Duga je između 42 i 70 centimetara i teška 2-6 kilograma. Rep je 24-36 cm dug.
Geoffroyeva mačka lovi uglavnom noću te se hrani malim glodavcima, pticama i gušterima. Dobar je penjač i teži tome, da plijen potjera na stabla. Ne boji se vode i lovi životinje poput riba i žaba. 
Odmara na granama stabala. Uglavnom živi usamljeno. Ženka okoti jednog do četiri mladunčeta, obično jedno ili dva.
Obitava u Boliviji, južnom Brazilu, Argentini, Urugvaju i Paragvaju. Dolazi u nekoliko tipova staništa, ali preferira različita područja u planinskim predjelima, poput šikara i otvorenih šuma. Izbjegava otvorene travnjake i guste bjelogorične šume. Može se naći i na visini od 3 300 metara.
Između 1960.-ih i 1980.-ih lovila se zbog dragocjenoga krzna.